# Event-related potential
Event-related-potentials, of kortweg ERP's, zijn de elektrofysiologische reacties van de hersenen op gebeurtenissen (’events’) in de omgeving. Deze gebeurtenissen kunnen eenvoudige zintuiglijke prikkels zijn, zoals tonen, lichtflitsen of elektrische stimulatie van de huid. Echter, ook motorische gebeurtenissen zoals het indrukken van een knop kunnen ERP's uitlokken.

## Meting
ERP's op stimuli worden gemeten door kleine segmenten van het elektro-encefalogram (EEG) die op een vast tijdstip na de prikkel optreden met behulp van een computer op te tellen en te middelen. Deze segmenten noemt men ook wel trials. De vuistregel hierbij is dat de verhouding tussen ERP-componenten en achtergrondruis (dat wil zeggen de spontane fluctuaties in het EEG) verbetert met de factor √N (N= is het aantal trials). ERPs worden bij mensen doorgaans gemeten door middel van meerdere elektroden die volgens een vast schema (het 10-20 systeem) op de schedel zijn bevestigd. Hiermee wordt de elektrische activiteit gemeten van het onderliggende hersenweefsel. Dit betreft onder andere activiteit van piramidecellen in gebieden die onder de elektrode zijn gelegen.

## Overzicht van componenten
ERP's bestaan uit een reeks positieve en negatieve pieken, ook wel componenten genoemd, die op een vast tijdstip optreden na de prikkel. Hierbij kunnen we ruwweg een onderscheid maken tussen vroege componenten (globaal: 0 - 150 ms na het begin van de prikkel), en late componenten (later dan 150 ms na het begin van de prikkel). Vroege componenten worden ook wel 'sensory evoked potentials' genoemd. Er zijn ook componenten die optreden voorafgaande aan of volgend op een motorische reactie; die noemt men motorische, of aan beweging gerelateerde, potentialen.

### Vroege componenten
Deze blijken vooral gevoelig te zijn voor zuiver fysische kenmerken van de aangeboden sensorische prikkels, zoals intensiteit, modaliteit (bijvoorbeeld visueel/auditief) en duur van aanbieding. De zeer vroege componenten (latentie korter dan 30 msec) hoeven niet altijd uit de cortex voort te komen, maar ontstaan in de afferente zenuwbanen, of zenuwkernen die zich in de hersenstam bevinden. Een voorbeeld hiervan zijn de auditieve hersenstampotentialen (in het Engels: brain stem potentials; zie figuur hieronder). Deze componenten zijn vooral voor de neuroloog van belang, omdat zij informatie verschaffen over mogelijke pathologie van de afferente zenuwbanen, of subcorticale structuren zoals de thalamus en colliculi inferiores.

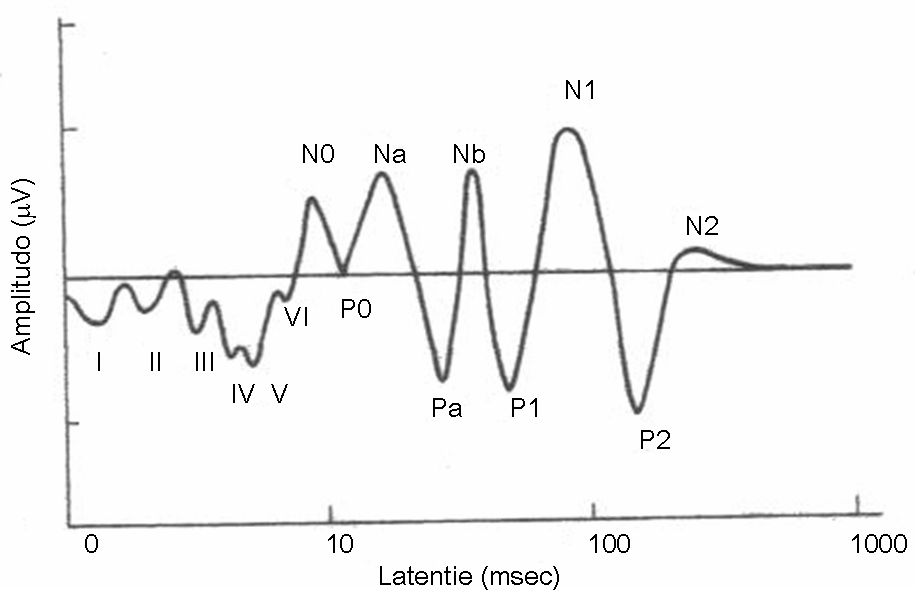
De audititieve sensorische evoked potentials (bewerking van Picton et al., 1974). Tijdsas is logaritmisch. Componenten I--VI (hersenstampotentialen) ontstaan in diverse stations van de afferente auditieve zenuwbanen, die lopen van de cochlea naar de thalamus. De latere componenten zijn eveneens afhankelijk van de fysische kenmerken van auditieve prikkels, maar ontstaan in hoger stations zoals thalamus (No, Po, Na, Pa, Nb) en de auditieve gebieden in de cortex (P1, N1, P2, N2)

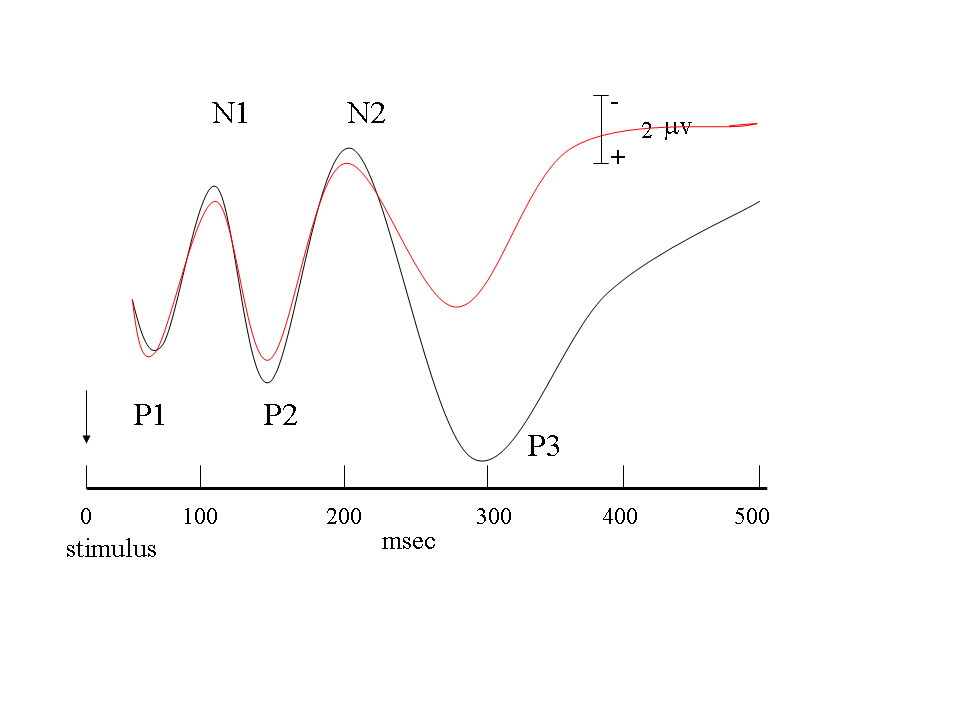
Schematische afbeelding van enkele late ERP-componenten (P2, N2, P3) in een passieve (rood) en actieve (zwart) conditie.

Vroege componenten die in de cortex ontstaan (zoals de P1) die volgen op de zeer vroege componenten van de hersenstam, noemt men respectievelijk AEP (auditory evoked potentials), VEP (visual evoked potentials) en SEP (somatosensory evoked potentials). Deze componenten zijn doorgaans het grootst boven het gebied van de hersenen waar deze prikkels worden verwerkt. Bijvoorbeeld bij visuele en auditieve stimulatie zijn de VEP- en AEP-componenten het duidelijkst zichtbaar boven respectievelijk de visuele en auditieve projectiegebieden van de hersenen.

### Late componenten
Late componenten (zoals N2 en P3 of P300, zie ook figuur hieronder) blijken minder afhankelijk van de fysische kenmerken van de aangeboden prikkels, maar in sterkere mate van de instructies van de cognitieve taak af te hangen. Doorgaans zijn deze componenten het duidelijkst waarneembaar in condities waarbij de proefpersoon iets met de stimulus moet ‘doen’; hij moet bijvoorbeeld zeggen of het aangeboden plaatje of woord eerder was aangeboden, betrekking had op een dier of mens, of een werkwoord of zelfstandig naamwoord is.

### Motorische componenten
Naast sensorische componten bestaan er ook motorische (of: aan beweging gerelateerde) ERP-componenten.

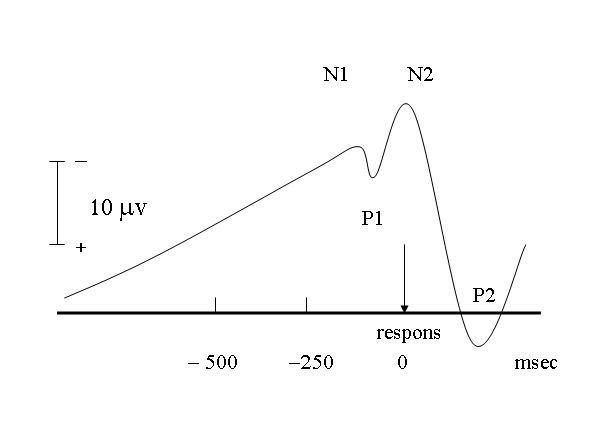
Schematische afbeelding van MRP-componenten. N1= readiness potential (ook Bereitschaftspotential genoemd), P1= premotor positivity, N2= motor potential, P2= reafferent potential

Deze worden ook wel MRP (motor-related potentials) genoemd. Zij weerspiegelen activiteit in de motorische gebieden van de hersenen (de primaire motorische schors en de meer naar voren gelegen premotorische schors). Deze activiteit is geassocieerd met voorbereiding en uitvoer van een motorische handeling zoals het indrukken van een knop. Deze componenten worden gemeten door het moment van handeling als referentiepunt te nemen voor het middelen van EEG-segmenten. Men spreekt hier ook wel van response-locked averaging.

## Identificatie van ERP-componenten
De identificatie of definitie van diverse componenten blijft een punt van discussie. Het meest toegepast zijn de twee hierboven genoemde fysische criteria, namelijk polariteit (positief of negatief), en moment van optreden (waarbij men van volgorde of latentietijd kan uitgaan). Bijvoorbeeld: component P1 (of P100) is de eerste vroege positieve component, die gemiddeld in de buurt van 100 msec na de prikkel optreedt. P3 (of P300) is de derde positieve component, die gemiddeld na 300 msec optreedt. Het derde criterium is de schedeltopografie.

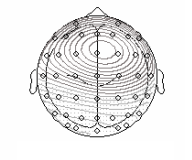
Voorbeeld van een topografische kaart van een ERP-component. De lijnen op het hoofd verbinden punten op de schedel die eenzelfde potentiaal hebben. Hier getoond is een positieve component (P3) die frontaal maximaal is

Vroege componenten pieken duidelijk boven primaire schorsgebieden, terwijl late componenten een meer diffuse verdeling over de schedel vertonen. Dit komt doordat zij of een afspiegeling zijn van meerdere gebieden in de hersenen, of van grotere gebieden die minder scherp gelokaliseerd zijn dan bij vroege componenten het geval is. Een vierde criterium dat vooral bij de late componenten wordt toegepast, betreft de functionele kenmerken, dat wil zeggen de gevoeligheid voor specifieke aspecten van de cognitieve taak. Zo blijkt de P3(00) het duidelijkst waarneembaar in zogenaamde oddballtaken. Dit zijn taken waarbij men moet reageren op infrequent voorkomende doelstimuli ('targets'). In passieve condities, en bij frequent optredende stimuli is de amplitude van P300 veel kleiner. Een ander voorbeeld is de N400-component, een negatieve component met een latentie van ongeveer 400 msec. Deze is vooral goed zichtbaar bij woorden die in een zin zijn ingebed, en die qua betekenis afwijken van de strekking van de zin (zoals het laatste woord in de zin: het meisje at patat met schoen). Daarnaast verschillen P300 en N400 ook in topografie: zo is de P300 het grootst boven het pariëtale gebied en de N400 het grootst boven de centrale schorsgebieden.

## Bronschattingen
ERP's zijn vooral geschikt om snelle processen in de hersenen tijdens de taakuitvoering in kaart te brengen. Moeilijker is het om vast te stellen waar in de hersenen zij ontstaan. Dit geldt vooral voor de bovengenoemde late componenten.

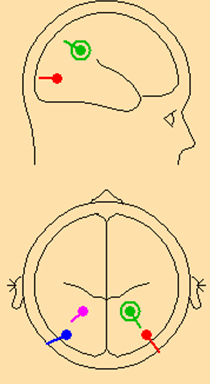
Voorbeeld van enkele ERP-dipolen. Zij- en bovenaanzicht hoofd

Toch is het mogelijk gebleken met behulp van specifieke analyses de bronnen van ERP's op te sporen. Dit heet ook wel dipoolmodellering. Vaak wordt daarbij de inverse (terugwaartse) techniek gebruikt. Hierbij probeert men aan de hand van een groot aantal afleidingen op de schedel een schatting te maken van de bron(nen) in de hersenen die voor een specifieke component gelden. Deze aanpak is echter afhankelijk van een aantal simplificerende aannamen. Een belangrijke aanname is bijvoorbeeld dat de bron zich gedraagt als een elektrische dipool (een soort batterijtje met een plus- en minpool). Deze aanname lijkt niet altijd realistisch, omdat bij late componenten vaak omvangrijke netwerken in de hersenen betrokken zijn. Men spreekt dan ook wel van een equivalente dipool: het hele gebied gedraagt zich als het ware als een dipool. Omdat er bij deze methode vele oplossingen mogelijk zijn, worden vaak ook aanvullende assumpties gedaan die betrekking hebben op de (fysiologisch of anatomisch) meest plausibele locatie in de hersenen.

## Korte catalogus van componenten
Zie verder:
- Elektro-encefalogram
- Mismatch negativity (MMN)
- nogo N2
- N2b
- N400 (EEG)
- Error-related negativity (ERN/Ne)
- Selection negativity (SN)
- Contingent negative variation (CNV)
- Bereitschaftspotential, Readiness potential
- P300 (P3b), P3a, nogo P3